# Antun Šoštarič
Antun Šoštarič, slovenski častnik hrvaškega rodu, * 8. avgust 1951.
Podpolkovnik Šoštarič je bil višji pripadnik SV; na MORS je bil zaposlen od osamosvojitve. Do leta 1998 je tako bil glavni inšpektor za obrambo Republike Slovenije, nato pa vodja Zdravstvene službe MORS (1998–1999) in v letih 2000−2009 pa vodja Službe za splošne zadeve MORS.

## Vojaška kariera
- povišan v majorja (18. junij 1993)
- povišan v podpolkovnika (kdaj ??)

## Odlikovanja in priznanja
- zlata medalja Slovenske vojske (18. maj 2001)